# Mable Fergerson
Mable Fergerson (* 18. Januar 1955 in Los Angeles) ist eine ehemalige US-amerikanische Leichtathletin, die vorwiegend im 400-Meter-Lauf antrat.
Fergerson gewann 1971 die Meisterschaften der Amateur Athletic Union über 400 Meter, 1973 siegte sie über 220 und 440 Yards. Im Alter von 17 Jahren nahm sie an den Olympischen Spielen 1972 in München teil. Als Startläuferin führte sie die US-amerikanische 4-mal-400-Meter-Staffel um Madeline Manning, Cheryl Toussaint und Kathy Hammond mit einer Zeit von 3:25,15 Minuten zur Silbermedaille hinter der Weltrekord laufenden Stafette der DDR (3:22,95 Minuten). Außerdem belegte sie im 400-Meter-Lauf den fünften Platz.